# Головачёв, Николай Никитич
Головачёв Никола́й Ники́тич (1823—1887) — русский генерал, участник Кавказской войны и Туркестанских походов.

## Биография
Родился 10 декабря 1823 года в городе Волхове Орловской губернии. Отец — Никита Трофимович Головачёв (1784—после 1835), выпускник Морского кадетского корпуса, участник войны со шведами и Отечественной войны 1812—1814 годов. С 1834 года Никита Трофимович — командир Охтинского порохового завода в Санкт-Петербурге, генерал-майор, кавалер ордена Святого Георгия 4-й степени за 25-летнюю беспорочную службу.
Первоначальное воспитание получил дома, а затем поступил в Главное Инженерное училище, которое и окончил в 1844 году прапорщиком.
Пробыв около четырёх лет на службе в инженерном ведомстве, он в 1848 году был определен в 77-й пехотный Тенгинский полк с чином подпоручика и сразу принимает участие в Кавказских походах. Свою службу в Тенгинском полку он ознаменовал целым рядом отличий в делах против горцев в Чечне, за что и получал награждения чинами и орденами.
В 1854 году Головачёв в чине капитана был переведен в 78-й пехотный Навагинский полк, где и командовал ротой вплоть до 1860 года, когда за отличие в делах против горцев был произведён в полковники, с назначением командиром 79-го пехотного Куринского полка. Оставаясь по-прежнему командиром этого полка, Головачёв в 1860 году был назначен начальником Ичкерийского округа, где и пробыл до 1867 года. В этом же году, 23 июня, Головачёв был произведен в генерал-майоры, с назначением в Туркестан военным губернатором Сыр-Дарьинской области и 21 сентября прибыл уже в Ташкент — место своего нового служения.
С апреля 1868 года началась Бухарская кампания, результатом которой было покорение почти всей Мианкальской долины и взятие Самарканда, сам Головачев непосредственно начальствовал войсками в сражениях на Чапан-атинских высотах и при Зерабулаке. За отличие в бухарской кампании награждён орденом св. Георгия 4-й степени.
Период времени с 1868 по 1873 годы был посвящён разным административным распоряжениям по управлению вверенной ему областью. Между тем отношения между Россией и Хивой все более и более становились натянутыми. Ввиду возможного нового похода степью к Хиве, Головачёв осенью 1871 года лично принялся за осмотр дорог по степи к Хиве и Аму-Дарье: 17 сентября он выступил со свитой и конвоем и прошёл степью Кызылкум до Мин-булака и затем, соединившись с выступившим к нему навстречу Казалинским отрядом, возвратился через Ирки-Бай в Казалинск. Несмотря на все трудности и лишения, какие представляла степная природа, успешный поход к Хиве в 1873 году объясняется главным образом близким знакомством начальствующих лиц с дорогами степи.

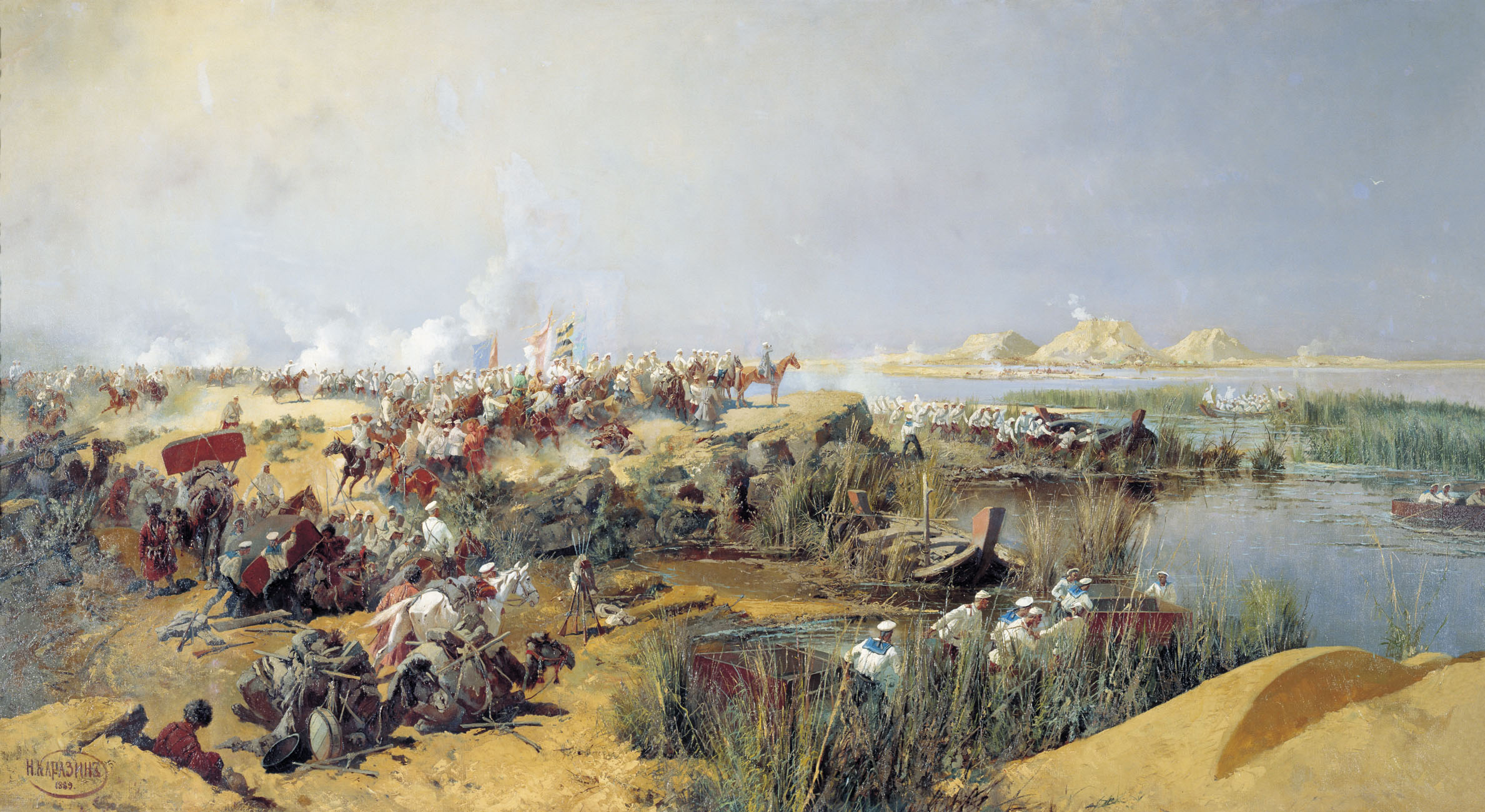
Переправа Туркестанского отряда у Шейх-арыка
Картина работы Н. Н. Каразина

11 мая при Уч-учаке Николай Никитич командовал войсками, разбившими неприятеля, преградившего путь к Аму-Дарье, а 17 мая — в артиллерийском сражении у Шейх-арыкской переправы, где был сбит и уничтожен неприятельский лагерь на берегу Аму-Дарьи.
За Хивинский поход Головачёв 22 июля 1873 года был награждён орденом св. Георгия 3-й степени. В этом же году, 7 июля, по занятии нашими войсками Хивы ему было поручено с частью Туркестанского отряда и с двумя кавказскими (Сунженской и Дагестанской) конно-иррегулярными сотнями наказать туркменов-иомудов, отказавшихся исполнить требование генерал-губернатора фон Кауфмана относительно уплаты контрибуции. В сражениях 10, 13, 15 и 17 июля иомуды и соединившиеся с ними туркмены других родов были разбиты наголову и оттеснены в пески. В особенности была кровопролитна битва при Чандыре 15 июля, когда 10 тысяч туркменов рано утром атаковали отряд Головачёва, причем последний был ранен сабельным ударом в руку. После полуторачасового жаркого боя туркмены оставили поле сражения.
За Туркменскую экспедицию Головачёв был награждён орденом св. Владимира 2-й степени. В этом же году он был произведен в генерал-лейтенанты.
В августе 1875 года Головачёв участвовал в подавлении восстания в Коканде. Высший орден, полученный Головачёвым, был орден св. Александра Невского с мечами. Должность военного губернатора он занимал до 1877 года.
По выходе в отставку Николай Никитич с 1884 года до кончины своей был сосницким уездным предводителем дворянства.
Умер в местечке Мена Сосницкого уезда Черниговской губернии 13 марта 1887 года.

## Награды
- Орден Святой Анны 4 ст. за храбрость (1851)[2]
- Орден Святой Анны 3 ст. с бантом (1853)
- Орден Святого Станислава 2 ст. с мечами (1855)
- Императорская корона к Ордену Святого Станислава 2 ст. (1860)
- Орден Святой Анны 2 ст. (1861)
- Императорская корона и мечи над орденом к Ордену Святой Анны 2 ст. (1862)
- Орден Святого Владимира 4 ст. (1864)
- Орден Святого Станислава 1 ст. с мечами (1868)
- Орден Святого Георгия 4 ст. (1868)
- Орден Святого Владимира 3 ст. (1869)
- Золотая сабля украшенная бриллиантами (1869)
- Орден Святой Анны 1 ст. (1871)
- Орден Святого Георгия 3 ст. (1873)
- Орден Святого Владимира 2 ст. с мечами (1874)
- Орден Белого Орла с мечами (1875)
- Орден Святого Александра Невского с мечами (1876)
- Персидский Орден Льва и Солнца 1 ст. (1874)